# Colin Bell (cầu thủ bóng đá, sinh 1979)
Colin Bell (sinh ngày 17 tháng 2 năm 1979 ở Poudre d'Or) là một cầu thủ bóng đá người Mauritius thi đấu cho Pamplemousses SC ở Mauritian League và cho Đội tuyển bóng đá quốc gia Mauritius.

## Sự nghiệp

### Sự nghiệp chuyên nghiệp
Bell bắt đầu sự nghiệp chuyên nghiệp với câu lạc bộ địa phương Poudre d'Or ATC. Năm 2003, anh chuyển đến Faucon Flacq SC của Mauritian League. Năm 2006, anh chuyển đến Pamplemousses SC, cũng ở Mauritian league. Anh sớm trở thành đội trưởng và là thành phần không thể thiếu trong đội bóng.

### Sự nghiệp quốc tế
Bell có màn ra mắt cho Mauritius năm 2006. Từ đó, anh có 20 lần ra sân, và trở thành đội trưởng của Đội tuyển bóng đá quốc gia Mauritius.